# Ember Records
Ember Records est un label discographique indépendant américain, filiale de Herald Records, actif entre 1953 aux années 1960. Un label homonyme existe dans les années 1960 au Royaume-Uni.

## Histoire
Ember Records est fondé à New York par Al Silver, et produit des disques de blues de rhythm and blues, et de groupes vocaux de doo-wop.

## Artistes
Les principaux artistes du label sont : Cousin Leroy, Larry Dale, Ernie K-Doe, Chuck Wright, et Rudy Greene.